# Kalous pustovka
Kalous pustovka (Asio flammeus) je sova z čeledi puštíkovítých. Hojný středně velký druh sovy, v Evropě hnízdí přes 58 000 párů. Je aktivní především během noci, ale zejména na jaře a začátkem léta může lovit i za denního světla. Tato aktivita pravděpodobně souvisí s vrcholem aktivity hrabošů.

## Taxonomie
Je popsáno 11 poddruhů, české jméno má:
- A. f. flammeus (Pontoppidan, 1763) – kalous pustovka holarktická
- A. f. galapagoensis (Gould, 1837) – kalous pustovka galapážský

## Popis
- délka: 34–43 cm
- hmotnost: 206–475 g
- rozpětí: 85–103 cm

Kalous pustovka je středně velká sova (velká jako holub hřivnáč, nepatrně větší než kalous ušatý). Zbarvení je světle hnědé (hnědožluté, světle zářící). Závoj je oválný, bílý, s černou maskou kolem očí, duhovka je sírově žlutá a ušní pera (2–4 kusy) jsou krátká, obvykle přilehlá. Křídla jsou úzká, dlouhá, naspodu světlá. Mírně větší samice se od samce zbarvením neliší, také mladí ptáci jsou vybarveni stejně. Prachový šat mláďat je smetanový, později se zakulacenou černou maskou a bílým „knírem“.
Od kalouse ušatého, který je tmavší a má oční duhovku oranžovou, je rozeznatelný i podle krátkých, někdy až neznatelných „oušek“. (V angličtině se kalous ušatý jmenuje „Long-eared Owl“ čili „dlouhouchá sova“, zatímco kalous pustovka „Short-eared Owl“ čili „krátkouchá sova“).

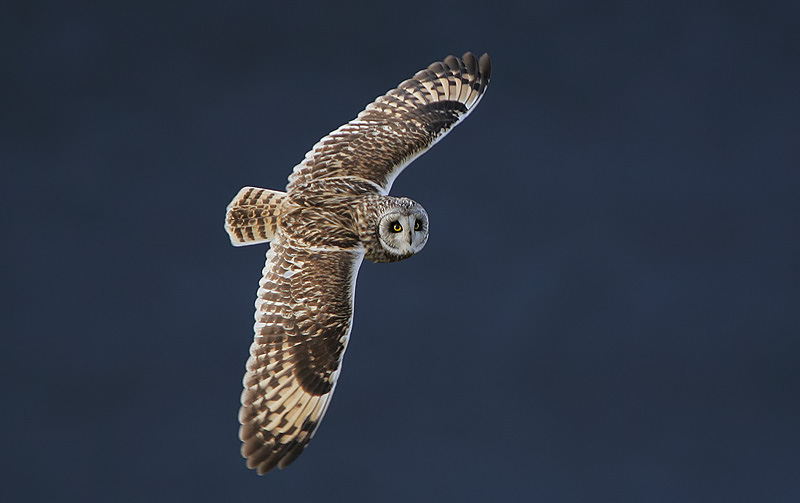
Kalous pustovka v letu

Let je kymácivý a trhavý. Pustovka je často aktivní i ve dne, zejména v období toku a hnízdění, kdy krouží na obloze.
Téměř nikdy nesedá na stromech nebo na keřích, nýbrž na zemi. V mimohnízdní době, během podzimu a někdy i v zimě, nocuje v počtu desítek ptáků na zemi v hustém travním porostu.

### Hlas
Na hnízdišti štěkavé volání „kev kev“, za toku v letu rychlé opakované bublavé „bu bu bu bu bu“ doprovázené tleskáním křídel.

## Rozšíření
Pustovka je jedna z nejrozšířenějších sov světa, vyskytuje se na všech kontinentech kromě Austrálie a Antarktidy. Převážně tažný pták, rozšířený po celé Evropě, většině Asie, v Severní Americe, v jižní části Jižní Ameriky a v západních středomořských oblastech Afriky. Výskyt je nepravidelný a často až invazní. V Evropě hnízdí přes 58 000 párů; počty patrně mírně klesají.

### Biotop
Vyhledává otevřenou krajinu (tundra, step, nezarostlá říční údolí) s mokřady a vlhkými loukami. Hnízdí v otevřené krajině, nejčastěji v mokřadech či na mokrých loukách, někdy i na polích.  

### Výskyt v Česku
V České republice běžně protahuje nebo zimuje, ale hnízdí sporadicky a značně nepravidelně, hlavně v rovinách a pahorkatinách. Málokdy zahnízdí v jedné oblasti více let po sobě a každoroční hnízdiště nejsou známa. V letech 2001–2003 v ČR hnízdilo do pěti párů.

Hnízdění v ČR je velmi vzácné, odbývá se zpravidla v dubnu až květnu, jednou ročně. Jsou známa i sporadická zahnízdění v prosinci – při hojnosti hlodavců. Na Slovensku je situace podobná, zahnízďuje 15–30 párů ročně.

## Ekologie
Pustovka bývá aktivní i ve dne, zejména v období toku a hnízdění, kdy samec často krouží na obloze okolo hnízda. 

### Potrava
Živí se především drobnými hlodavci, nejčastěji hraboši polními, loví také rejsky a drobné ptáky. Při lovu přeletuje tichým kolébavým letem nízko nad poli.

### Rozmnožování

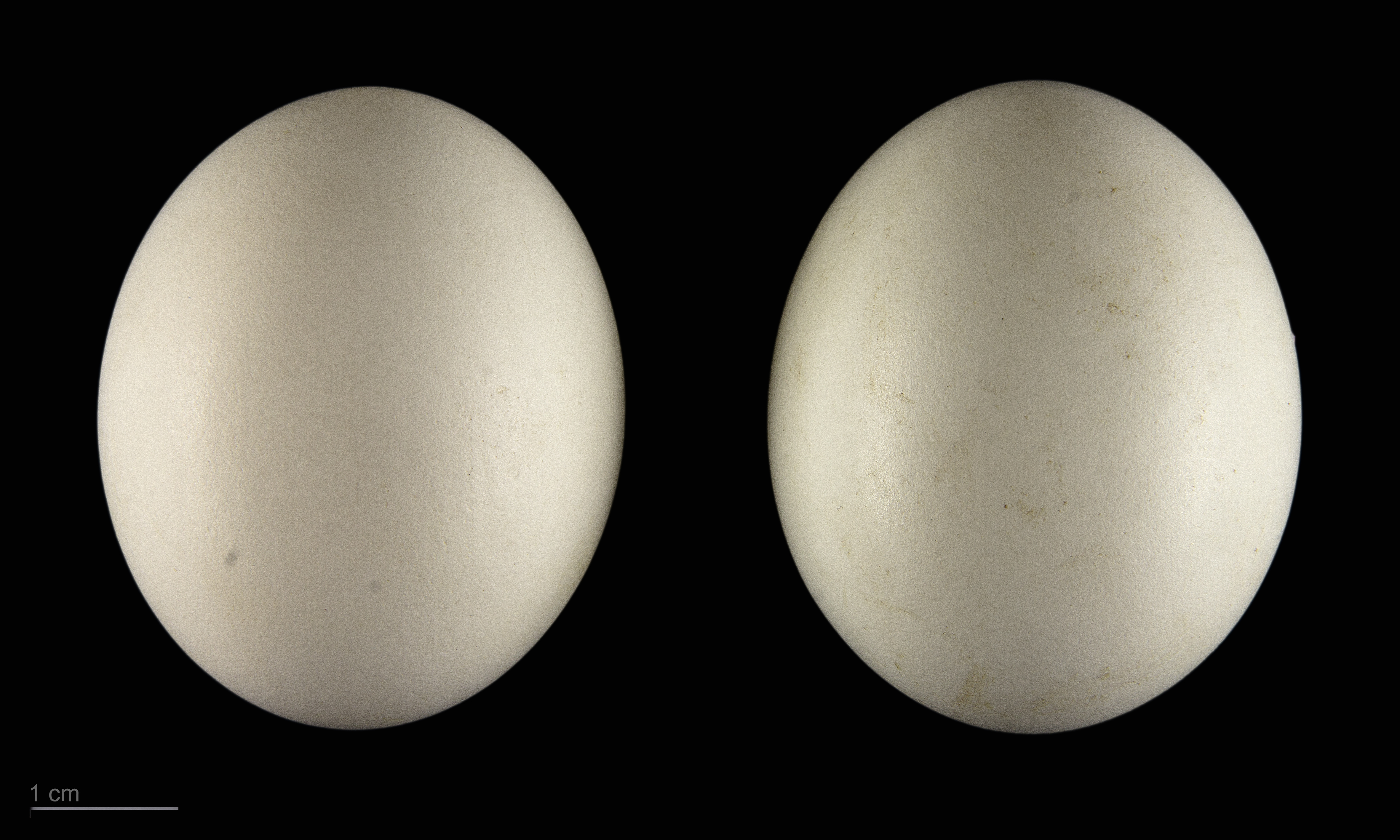
Asio flammeus flammeus

Pokud je mírná zima a dostatek potravy, zahnízdí jednotlivé páry nebo i celé skupiny pustovek v místech zimovišť. Hnízdění přitom probíhá podobně jako na tundrách. Hnízda jsou na zemi v travním porostu (zejména v blízkosti podmáčených míst), v Česku to však bývají i pole, především jeteliny. Za toku předvádí samec nápaditý svatební tanec: klesavě krouží nad hnízdem a vydává opakované rychlé a bublavé „bu bu bu bu bub“ doplňované tleskáním křídly. Jako málokterá sova si pustovka staví hnízdo i z přinášeného materiálu – staví je na zemi jako poměrně jednoduchou hromádku ze stonků rostlin; často bývá ukryté v porostech ostřice. Při hnízdění běžně vznikají kolonie několika párů. Samice snáší 3–9 (obvykle 5–8) bílých téměř kulatých vajec, na kterých sedí 26–27 dní. Mláďata krmí oba rodiče. (Mezi mláďaty je někdy výrazný rozdíl v čase klubání a může dojít ke kanibalismu – vyvinutější mláďata sežerou ta výrazně menší.) Po čtrnácti dnech se mláďata rozlézají do okolí hnízda a při přiblížení člověka se ozývají varovným hlasem a výhružným klapáním zobáku. Asi za měsíc jsou vzletná a během září se vydávají na cestu do zimovišť.

## Ochrana
Druh byl v ČR řazen mezi kriticky ohrožené, ale protože silně fluktuuje, bylo zařazení přehodnoceno a spadal v Červeném seznamu ČR (2003) do kategorie VU – zranitelný druh. Ze stejného důvodu byl v Červeném seznamu ČR (2017) přeřazen do kategorie NA – druhy nevhodné pro hodnocení.

## České pojmenování
České historické názvy kalouse pustovky jsou pustovka, později pustovka obecná, kalous mokřadní. Zatímco etymologie platného rodového jména není jednoznačná, druhové jméno „pustovka“ vzniklo podle toho, kde se sova vyskytovala, tedy na „pustých“ místech (mokrých loukách, močálech); na Slovensku se tak kdysi říkalo poštolce. Název pro sovu kalous se vyskytuje pouze v češtině; nářečně kalósek, západomoravsky kalousek a ve staročeštině kalús znamenalo sýček.

### Použitá literatura
- DUNGEL, Jan a HUDEC, Karel. Atlas ptáků České a Slovenské republiky. Praha: Academia, 2001, s. 152. ISBN 80-200-0927-2.
- HANZÁK, Jan, HUDEC, Karel a BOUCHNER, Miroslav. Světem zvířat. II. díl – 2. část, Ptáci. 2., přeprac. a dopl. vyd. Praha: Albatros, 1974, s. 84–86. Klub mladých čtenářů. Výběrová řada.
- ČERNÝ, Walter. Ptáci. V Praze: Artia, 1980, s. 138. Edice Barevný průvodce Artie.
- FIALOVÁ KARPENKOVÁ, Zuzana. České názvy ptáků z etymologického a slovotvorného hlediska. Praha, 2006, s. 32, 57. Diplomová práce. Ved. práce PhDr. Jiří Rejzek, Ph.D. FFUK, Ústav českého jazyka a teorie komunikace.
- HUDEC, Karel. Kalous pustovka. In: Český rozhlas. 8. 11. 2002 [cit. 8. 1. 2018]. Hlas pro tento den. Dostupné z: http://www.rozhlas.cz/hlas/sovy/_zprava/kalous-pustovka--54227
- CHOBOT, Karel, ed. a NĚMEC, Michal, ed. Červený seznam ohrožených druhů České republiky. Obratlovci = Red list of threatened species of the Czech republic. Vertebrates. Praha: Agentura ochrany přírody a krajiny ČR, 2017. 181 s. Příroda, č. 34. ISBN 978-80-88076-46-9.
- Slovník historických českých názvů ptáků [online]. Sest. Karel Hudec. 2012 [cit. 1. 1. 2018]. Dostupné z: bigfiles.birdlife.cz/Historicke_nazvy_ptaku.pdf